# Diabolisation de l'ennemi

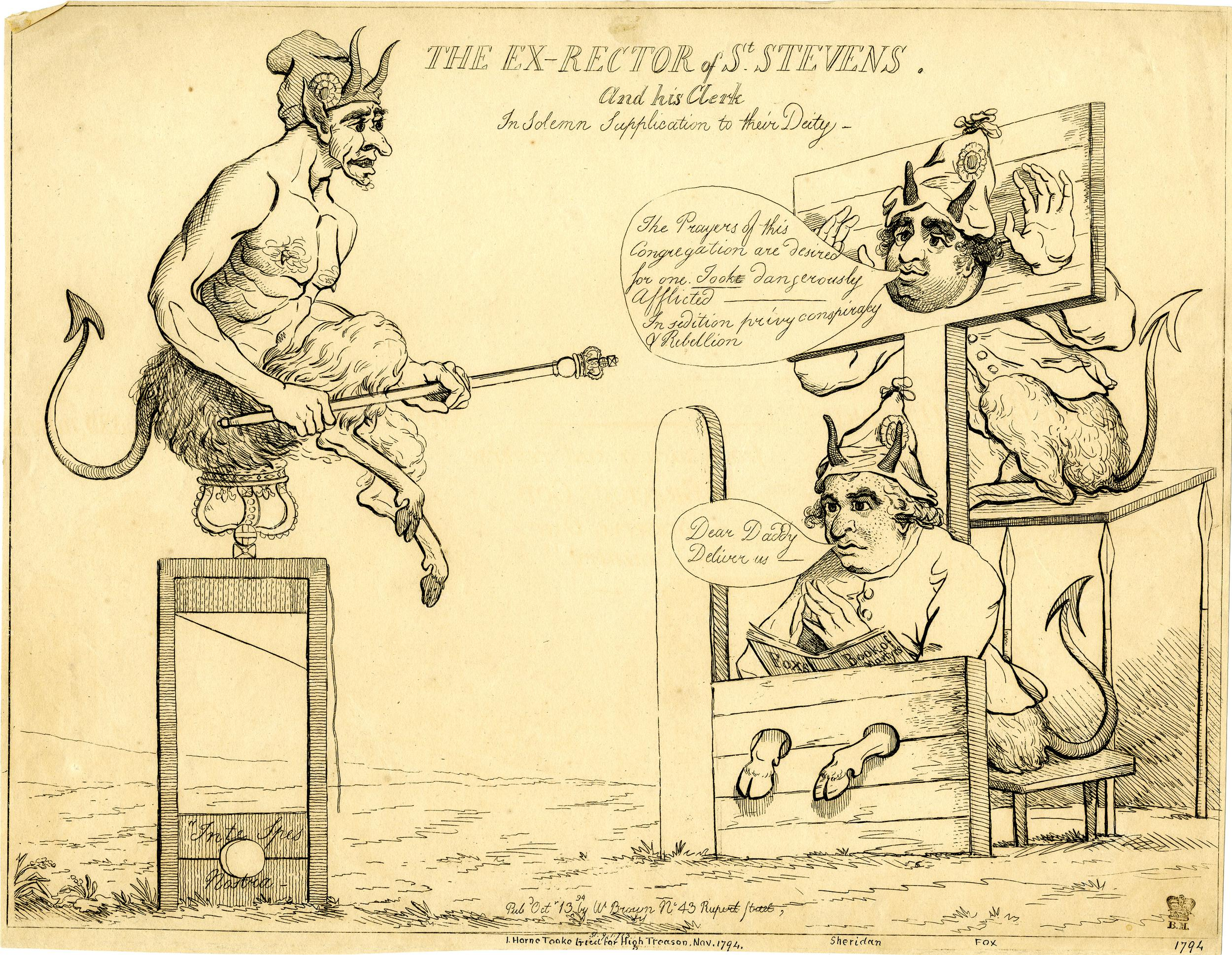
Symboles associés au diable dans une caricature du XVIII.

La diabolisation de l'ennemi, ou la déshumanisation de l'ennemi, est une technique de propagande qui promeut l'idée que l'ennemi est un agresseur menaçant et maléfique avec des objectifs destructeurs. La diabolisation est la technique de propagande la plus ancienne visant à inspirer la haine envers l'ennemi, nécessaire pour le blesser plus facilement, pour préserver et mobiliser les alliés, et démoraliser l'ennemi.

## Critères de base
En raison de l'abus fréquent du terme de diabolisation, il est privé de son potentiel d'analyse. C'est pourquoi Jules Boykoff a défini quatre critères de diabolisation de l'ennemi :
1. Les médias et l'État utilisent des cadres pour dépeindre la nature inhérente du soi-disant ennemi, principalement en termes moraux,
2. Le personnage de l'adversaire est dépeint de manière manichéenne, comme le bien contre le mal,
3. L'État est à l'origine d'une telle représentation démonologique,
4. Il n'y a pas de demande reconventionnelle significative de la part de l'État.

## Histoire
La diabolisation de l'ennemi a été régulièrement menée tout au long de l'histoire. Thucydide a enregistré des exemples de diabolisation ennemie dans la Grèce antique.
Pendant la Seconde Guerre mondiale, des documentaires de propagande diabolisant l'ennemi ont été préparés par le département d'État américain et d'autres institutions étatiques des États-Unis et distribués, après avoir été approuvés.

## Personnification et diabolisation
La diabolisation de l'ennemi peut être beaucoup plus facile à mener si l'ennemi est personnalisé en un seul homme, comme l'a été Guillaume II par les médias populaires russes pendant la Première Guerre mondiale.

## Conséquences
La stratégie de diabolisation de l'ennemi conduit inévitablement à un cercle vicieux d'atrocités, qui a été élaboré par de nombreux auteurs, dont Carl von Clausewitz. La diabolisation de l'ennemi rend la solution diplomatique impossible et conduit inévitablement à la guerre ou à la détérioration des relations. Le fait de dépeindre l'ennemi comme particulièrement pervers inspire des sentiments qui facilitent les tueries.
La représentation de son ennemi comme démoniaque a souvent conduit à traiter l'ensemble de la population ou de l'appareil politique associé au groupe ou au chef ennemi comme tout aussi démoniaque. Cela se traduit aussi souvent par une tendance à réduire les motivations plus complexes d'un ennemi à une simple promotion du mal pur.
Mao Zedong a estimé que la diabolisation de soi par l'ennemi était une bonne chose. Il a déclaré : « C'est encore mieux si l'ennemi nous attaque sauvagement et nous dépeint comme complètement noir et sans une seule vertu ; cela démontre que nous avons non seulement tracé une ligne de démarcation claire entre l'ennemi et nous-mêmes, mais que nous avons accompli beaucoup de choses lors de notre travail. »